# Kleine leeuwenklauw
De kleine leeuwenklauw (Aphanes australis) is een eenjarige plant, die behoort tot de rozenfamilie (Rosaceae). De plant komt voor in Europa, Noordwest-Afrika en Noord-Amerika.

## Kenmerken
Kleine leeuwenklauw is 2 tot 15 cm hoog, de bladeren zijn geel of grasgroen en diep gespleten waarbij de tanden twee tot vijf maal zo lang als breed zijn. Het blad lijkt op een leeuwenklauw, wat de herkomst van de naam verklaart.
De bloemen zijn zeer klein (1 tot 2 mm) en komen niet buiten de steunblaadjes uit. Het zaad is een nootje.
De plant komt voor op zonnige open plaatsen op droge, matig voedselrijke zandgrond in graslanden en akkers. Hij is ook te vinden aan bos- en wegranden en op begraafplaatsen.